# Київ (кінотеатр, Львів)
Кінотеатр «Київ» — колишній кінотеатр у Львові, що був розташований в історичному центрі міста, у старовинній будівлі початку ХХ століття на проспекті Шевченка, 8. Припинив функціонувати в 2015 році. Тепер у цьому приміщенні міститься приватний океанаріум. 

## Назви
- 1912 — «Фрашка»;
- 1913 — «Штука»;
- 1913-1915 — «Кінетофон Едісона»;
- 1915-1919 — «Кіно Червоного Хреста»;
- 1919-1940 — «Химера»;
- 1940-1941 — «Стахановець»;
- 1944-2015 — «Київ».

## Історія

### Австрійський період
У будинку при вулиці Академічній, 8, збудованому фірмою Івана Левинського, діяв кінотеатр, що за всю більш ніж сторічну історію, декілька разів змінював своїх власників, а відповідно змінювалася і його назва. Так, 5 грудня 1912 року за цією адресою відкрився кінотеатр «Фрашка» (пол. «Fraszka») з глядацькою залою, що налічувала 300 місць, проєкт інтер'єру якого виконав відомий львівський архітектор Альфред Захаревич. Першою власницею цього громадського закладу була Євгенія Сельська, трошки пізніше — Михалина Роман. Остання мала конфлікт із міською владою через незаконне встановлення світлової реклами над кінотеатром.
На початку 1913 року кінотеатр знов змінив свого власника. Новим власником кіноустанови став Йоахим Шаль, з приходом якого кінотеатр «Фрашка» отримав нову назву, вже більш наближену до кіномистецтва, а саме — «Штука» (пол. «Sztuka»), що з польської мови перекладається як мистецтво. Наприкінці 1913 року кінотеатр переходить у власність Польського кінематографічного товариства «Едісон» і відтоді змінюється й його назва на «Кінетофон Едісона» (пол. «Kinetofon Edisona»). У кінотеатрі почали використовували інноваційний, для тогочасного Львова, прилад — кінетофон, що поєднав в одне ціле кінопроєктор та фонограф. Завдяки кінетофону — розробці Томаса Едісона, вперше став можливий перегляд німих фільмів з додаванням звуку, що лунав з грамофону.
Вкладниками кінотеатру було 10 осіб, серед яких слід виділити трьох адвокатів, один із яких працював у Кракові. На момент відкриття капітал закладу становив 150 тис. крон, що було величезною сумою для подібної кіноустанови тогочасної Польщі. До управлінського апарату кінотеатру у 1906 році входили відомий львівський банкір єврейського походження та директор Кредитного земського товариства у Львові Герман Фельдштайн, директор Великого міського театру у Львові, а до того певний час був директором театру Скарбека — Людвік Геллер, «власник концертного бюро у Львові» Максиміліян Тюрк.
Найпершою тут показали стрічку «Галька» (пол. «Halka»), зняту 1913 року польською кіностудією «Космофільм». Це був фільм, який зафіксував на кінострічці однойменну оперу польсько-білоруського композитора Станіслава Монюшка. Фільм отримав надзвичайну популярність серед львівських глядачів завдяки двом чинникам — це якісному, як на той час, звуковому супроводу та польському виробництву стрічки. Так кінетофотон став попередником звукового кіно. У кінотеатрі крім стрічки «Галька» демонстрували й інші екранізації оперних творів, а також відбувалися кіносеанси з показу німих фільмів. «Кінетофон Едісона» став гордістю Львова, оскільки жодне європейське місто, крім Відня, не мало такого кінотеатру. Так було до 1914 року.

### Перша світова війна
Через початок першої світової війни і подальших бойових дій на теренах колишньої Австро-угорської імперії декілька установ Львова перепрофільовано для потреб війська. Так, від 1915 року й до закінчення бойових дій заклад діяв під назвою «Кінотеатр Червоного Хреста» (пол. «Кіno Czerwonego Krzyża»), оскільки, він перейшов у власність товариства «Червоного Хреста», а значна частина прибутків від показу кінострічок йшла на благодійність.
Під час війни, перед початком чергового кіносеансу, тут демонстрували новини з фронту. Так, 2—4 січня 1917 року показ військової хроніки відбувся перед початком стрічки «Бідна Марія» (пол. Biedna Marja), а 2—5 березня того ж року в кінотеатрі перед демонстрацією стрічки «Княжа кров» (пол. Krew księcia) відбувся показ воєнного тижневика «Хроніки воєнних подій за тиждень».

### Польський період
По закінченню Першої світової війни, 1919 року кінотеатр перейменовано на «Химера» (пол. «Chimera»), хоча він й надалі залишався у власності товариства «Червоного Хреста» ще до середини 1930-х років. Керівником закладу був Еміль Мікульський, котрий згодом став його власником. За час керівництва Мікульського кінотеатр стає одним з найкращих у міжвоєнному Львові. Тут часто відбувалися прем'єрні покази фільмів, тематичні сеанси з лекціями, діяв кіноклуб «Авангард».
Стосовно тематичних сеансів з лекціями, то 7 травня 1933 року у «Химері» викладач Львівського університету ім. Яна Казимира Шарль Сінґевін прочитав французькою мовою лекцію про творчість одного з найвизначніших французьких режисерів, творця жанру музичного фільму Рене Клера, також було показано комедійний мюзикл Р. Клера «Свободу нам!» (фр. A Nous la Liberte), відзнятий у 1931 році. Цікавим було те, що зйомки цієї стрічки відбувалися фактично без сценарію, і акторам була дозволена імпровізація. Квиток на тематичний кіносеанс коштував 75 грошів.
26 травня 1933 року, за сприянням кіноклубу «Авангард», у «Химері» відбувся захід, під час якого організовано перегляд авангардних фільмів. Тут демонструвалися кінострічки «Індустріальна симфонія» (фр. «Symphonie Industrielle») голландця Йоріса Айвенса, «Сентиментальний романс» (рос. «Сентиментальный романс») радянського режисера Сергія Ейзенштейна та польська авангардна стрічка «Європа» (фр. «Europa») Стефана Темерсона, копії яких були надані варшавським кіноклубом «Старт». Під час прем'єрного показу кінострічки «Європа» декламовано однойменну футуристичну поему польського поета Анатоля Стерна, за мотивами якої створено кінострічку. Відомий польський кінокритик міжвоєнного періоду Стефанія Загорська визнала кінострічку «Європа» добрим зразком тогочасного польського кінематографу.
У 1937 році на фасаді кінотеатру було встановлено неонову рекламу.
У 1939 році власником «Химери» ще залишався Еміль Мікульський, але вже тоді кінотеатр був середньої успішності.

### Друга світова війна та радянський період
Події так званого «золотого вересня» 1939 року призвели до окупації Червоною Армією східних територій Польщі, у тому числі й Львова. З приходом радянської влади у 1939 році усе, що було пов'язане з минулою владою перейменовується на радянський лад. У 1940 році змінюється й назва кінотеатру. Тепер замість звичної «Химери» на неоновій вивісці «красується» назва «Стахановець» (рос. «Стахановец»). Під цією назвою кінотеатр діяв майже до кінця червня 1941 року. Через окупацію Львова німецькими військами заклад припинив свою роботу.
Під час другої світової війни кінотеатр зазнав значних руйнувань та потребував ремонту і відповідно у 1944—1945 роках був тимчасово непридатний для кінопоказів. Після ремонту він постає під новою назвою «Київ», яку носить й донині.
20—30 травня 1952 року у кінотеатрах «Київ» та «Кінотеатр ім. Лесі Українки» (останній вже не існуючий) відбувся кінофестиваль «Сталінська дружба народів», під час якого вперше демонструвалися художні кінострічки Тбіліської кіностудії — «Щит Джургая» (1944), «Клятва» (1946); Київської кіностудії художніх фільмів — «Тарас Шевченко» (1951); Мосфільму — «Кавалер золотої зірки» (1950); спільна робота Ленфільму та Талліннфільму — «Світло в Коорді» (1950); Ашхабадської кіностудії — «Далека наречена» (1948).
У радянський період кінотеатр належав до категорії кіноустанов, де відбувалися покази найновіших стрічок у Львові, тому він мав неабияку популярність серед львівських кіноманів.
У 1966 році глядацька зала кінотеатру налічувала 351 місце, а за день у кінотеатрі відбувалося, у середньому, до 7,5 кіносеансів. Постійний штат працівників — 31 особа. Того ж року заклад перевиконав план роботи, оскільки його відвідало трошки більше 808 тис. глядачів. У 1989 році кількість глядацьких місць зменшилася до 304, а за увесь цей рік кінотеатр відвідали близько 507 тисяч глядачів. У 1990 році в кінотеатрі відбувалося в середньому 8,4 сеанси на день.

### Період незалежності
Інтер'єр кінозалу було збережений у первісному вигляді від часу його заснування, він мав площу 383 м² і 300 глядацьких місць. До 2015 року кінотеатр був на балансі Львівської міської ради. Тут час від часу відбувалися демонстрації стрічок напрямку артхаус, втім кінетеатр він був менш популярним порівняно з сучасними кінотеатрами інших мереж. Певний час «Київ» функціонував завдяки тому, що деяку площу кінотеатру на першому поверсі було віддано в оренду приватним підприємцям, а також завдяки проведенню різнотематичних конференцій, рокконцертів та фестивалів.
28 липня 2015 року Виконавчий комітет Львівської міськради затвердив містобудівні умови та обмеження на реконструкцію будинку на просп. Шевченка, 8. Таким чином виконком ЛМР під час свого чергового засідання дозволив Григорію Козловському та Валентині Свіщовій провести реконструкцію будівлі колишнього кінотеатру «Київ». Реконструкція мала проводитися «за рахунок надбудови частково третього та мансардного поверхів». В серпні 2020 року в колишньому кінотеатрі було відкрито приватний океанаріум.